# Limousine

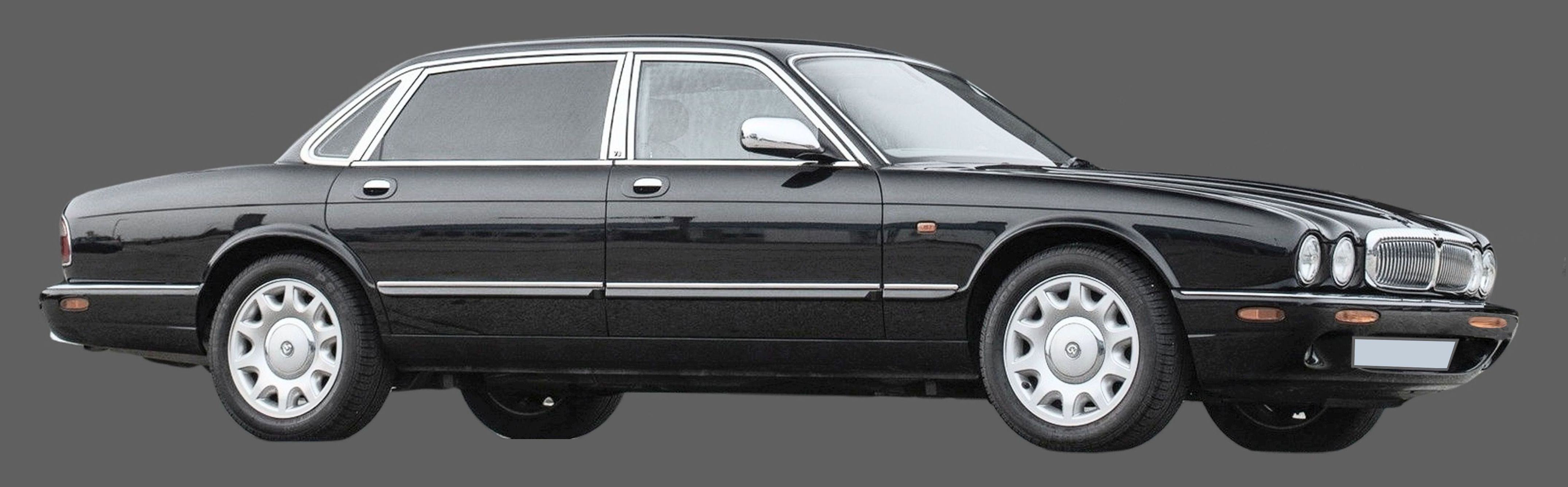
Typische Limousine mit vier Türen

Der Begriff Limousine wird im Deutschen unterschiedlich verwendet.
- In der allgemeinsten Form bezeichnet er ein Fahrzeug zur Personenbeförderung mit festem Verdeck.[1]
- Spezieller bezeichnet Limousine häufig das Gegenstück zum Kombi, der auch zur Lastenbeförderung dient, sowie zum Coupé.
- Als Gegenstück zum englischen Saloon[2] bzw. US-amerikanischen Sedan bezeichnet Limousine ein geschlossenes Auto für vier bis sechs Personen in zwei Sitzreihen und einem festen Dach, das durch drei Paar Fahrzeugsäulen getragen wird. Normalerweise hat sie vier Türen, aber manche Versionen haben nur zwei (zuzüglich des Kofferraums, bzw. der Heckklappe).
- Allgemeinsprachlich ist manchmal eine Chauffeurslimousine gemeint.

## Begriffsentwicklung

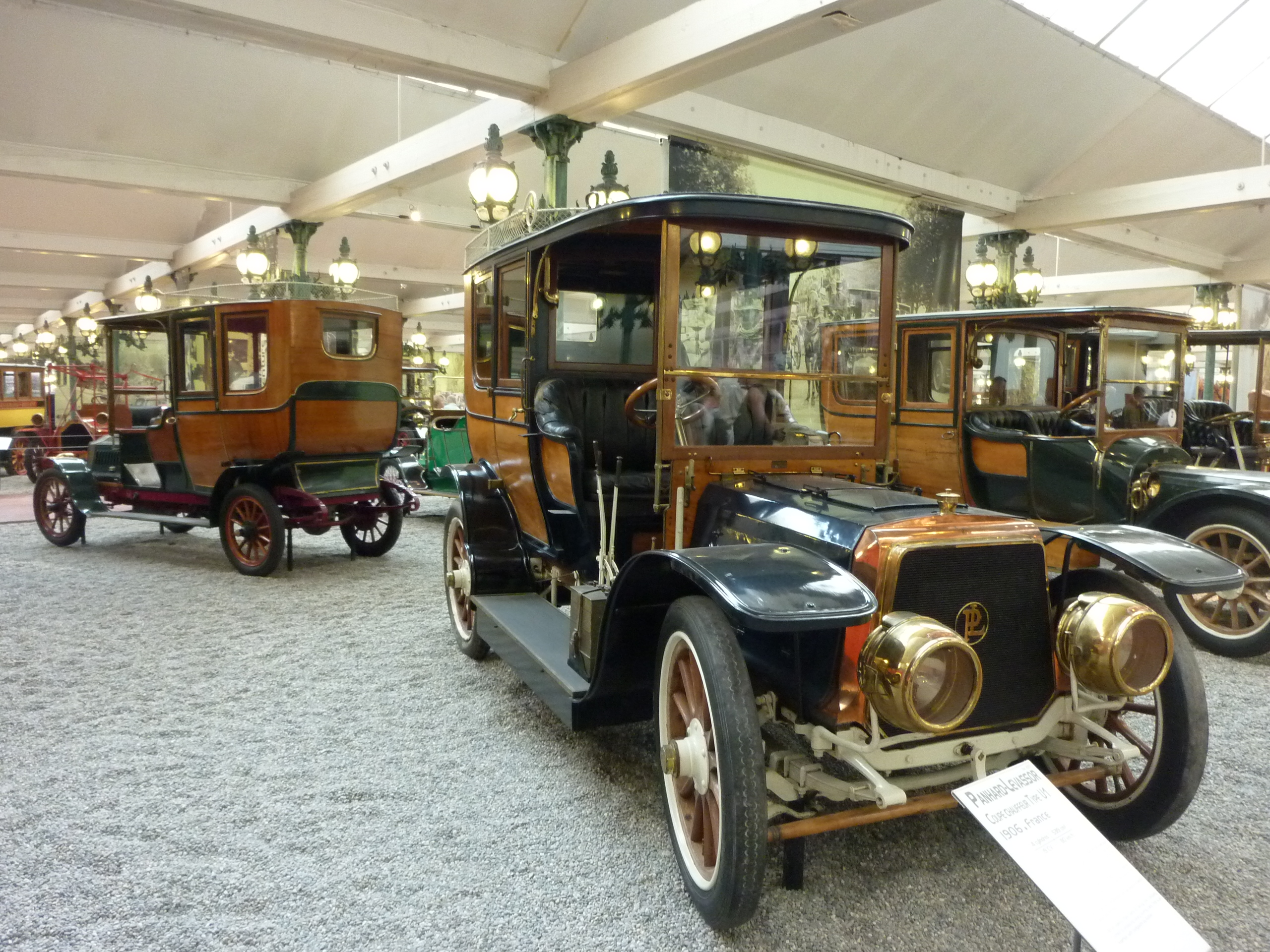
Drei frühe Limousinen; in der Mitte Panhard & Levassor Typ U1 (1906)

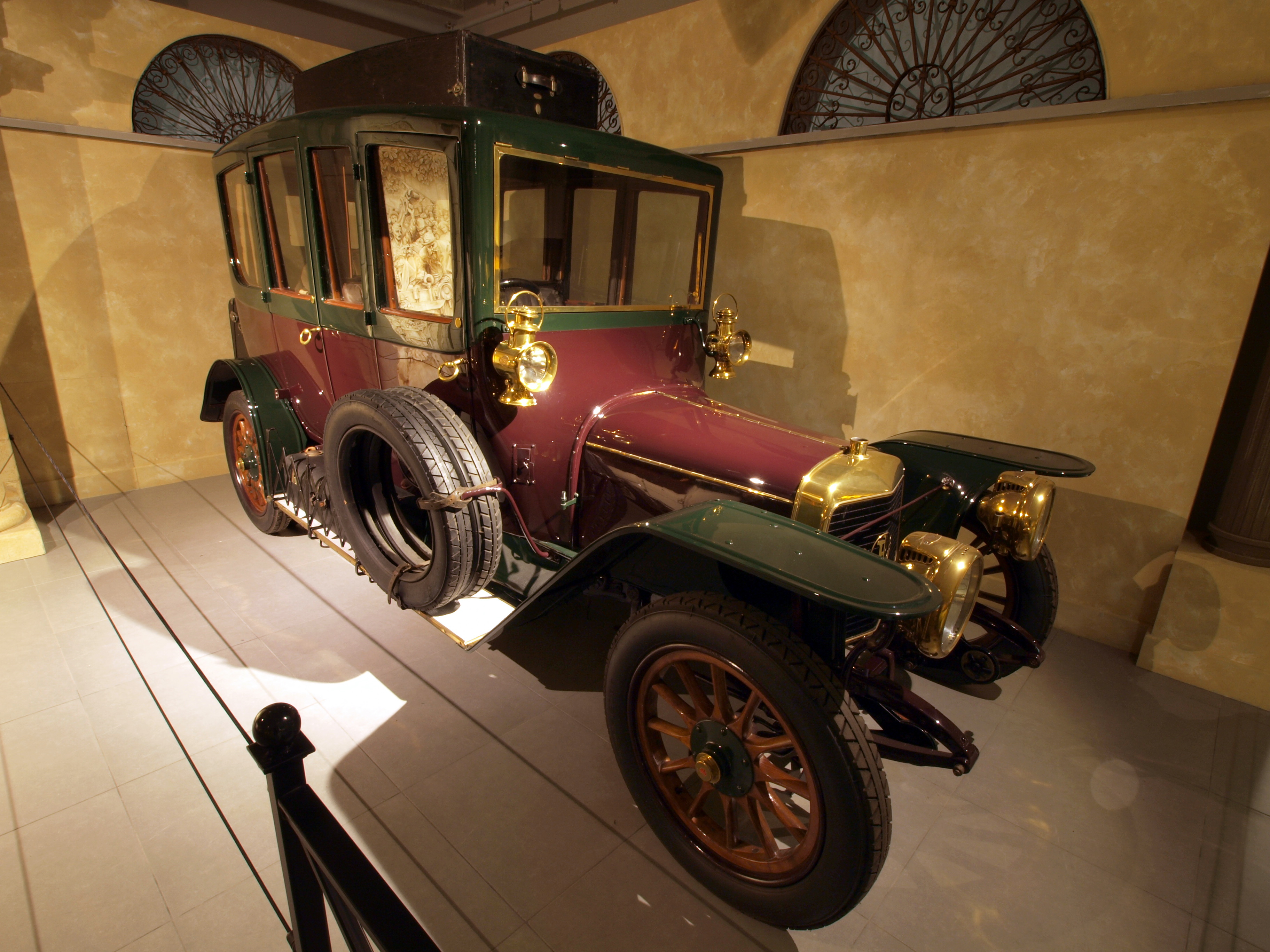
Panhard & Levassor 15 CV Type X21 Berline de Voyage (1914). Diese Bauform ist der technische Vorläufer der heutigen Limousine

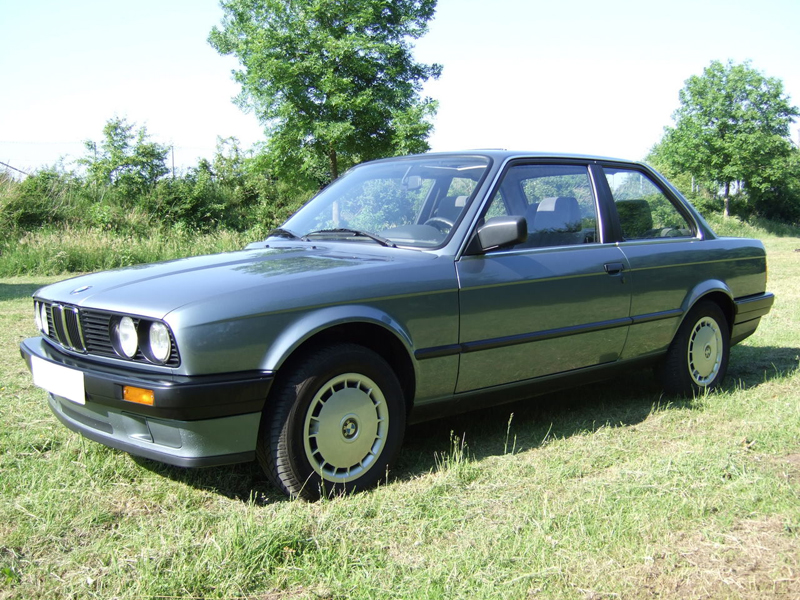
BMW 3er-Limousine mit zwei Türen

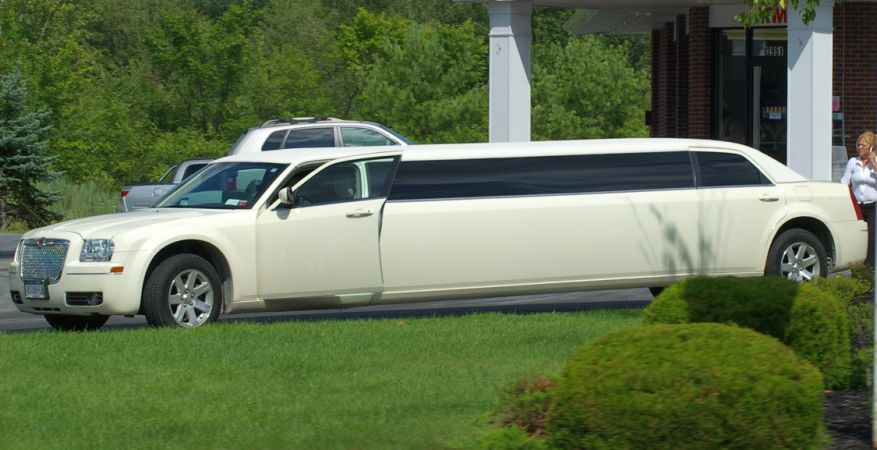
Chrysler 300C als Stretch-Limousine

Ursprünglich bezeichnete der Begriff Limousine ein geschlossenes Fahrzeug. Ein aus der französischen Region Limousin stammender, besonders luxuriöser Kutschentyp wurde so bezeichnet. In der Frühzeit des Automobils wurde der Begriff für eine Karosserie mit vollständig geschlossenem Fond und einem festen Dach, das vorne bis zur Windschutzscheibe verlängert war, verwendet. Die Seiten des Chauffeurabteils waren offen, und sehr frühe Exemplare hatten nicht einmal vordere Türen. Im Fond gab es zwei bis drei Sitzplätze und zusätzlich zwei Notsitze. In der Regel gab es außer in den hinteren Türen auf jeder Seite ein weiteres Fenster; fehlte dieses, dann fand auch der Begriff Town- oder Panel-Brougham Verwendung. Der frühe Fahrzeugtyp, am ehesten mit der heutigen (Chauffeur-)Limousine vergleichbar, hieß Berline und lässt sich auf zwei Arten definieren: zum einen ein geschlossenes, viertüriges Fahrzeug mit festem Dach, oft einem kleinen (ovalen) Fenster in der C-Säule sowie in der Regel zwei Sitzreihen im Fond und einer Trennscheibe zum Chauffeur. Eine zweite Variante bezieht sich auf einen Selbstfahrer mit zwei Sitzreihen und verkürztem Innenraum, sodass es außen Platz für einen Koffer über der Hinterachse gab.
Erst ab Mitte der 1920er-Jahre kamen in größerem Umfang geschlossene Limousinen und Coupés auf, die im Unterschied zum Tourenwagen anfangs auch als Innenlenker bezeichnet wurden.
In der Regel erfahren die hinten sitzenden Fahrgäste mehr Komfort als der Chauffeur (vgl. Daimler DS420). Es galt lange als vornehm, die vorderen Sitze mit (in der Regel schwarzem) Leder zu beziehen und im Fond wertvolle textile Bezüge zu verwenden. Der Begriff Berline kam im deutschen und englischen Sprachgebrauch schon früh aus der Mode. Bis Anfang der 1990er-Jahre gab es die Unterscheidung zwischen zwei- und viertürigen Stufenhecklimousinen sowie drei- und fünftürigen, selten auch zweitürigen Schräghecklimousinen.
Der Begriff „Limousine“ stellte somit eine Abgrenzung zum Cabriolet und zum Roadster dar. Varianten der klassischen Stufenhecklimousine sind die Hardtop-Limousine (mit nicht zum Dach gezogener oder, sehr selten, ganz ohne B-Säule) und das viertürige Coupé. Dieser Begriff überschneidet sich mit der Sportlimousine. Limousinen mit verlängertem Mittelteil mit oftmals mehr Türen und Sitzplätzen sind Stretch-Limousinen.
Manchmal werden zweitürige Limousinen aus Gründen der Vermarktung als Coupé bezeichnet.

## Limousine in anderen Sprachen
Der Begriff stammt ursprünglich aus dem Französischen. Dort unterscheidet man die Begriffe la limousine und la berline für zwei ursprünglich leicht unterschiedliche Bauarten. Eine Berline war eine besonders große und schwere Ausführung, in der Regel auf einem langen Fahrgestell und mit einem sehr breiten Karosserieteil zwischen vorderen und hinteren Türen, das gelegentlich ein zusätzliches Fenster trug. Eine zweitürige Stufenheck-Version wurde früher oft als Coach bezeichnet, ein Begriff, der auch im Englischen und Amerikanischen vorkommt.
Die italienische Sprache nennt eine Limousine berlina und, davon abgeleitet, das Coupé auch berlinetta.
Im amerikanischen und australischen Englisch und auch einigen anderen Sprachen wird eine Stufenhecklimousine als Sedan oder Notchback Sedan, eine Schräghecklimousine als Fastback Sedan und eine Kombilimousine als Hatchback Sedan bezeichnet, im britischen Englisch heißt eine Stufenhecklimousine Saloon. Limousine bezeichnet im Englischen ausschließlich vier- und mehrtürige Luxusfahrzeuge mit Trennscheibe zum Chauffeur und Stretch-Limousinen. Zweitürige Versionen wurden früher oft Club Sedan genannt; der Begriff überschneidet sich allerdings mit dem Club Coupé und dem zweitürigen Brougham. Als sich in den 1930er Jahren Karosserien mit integriertem Kofferraum durchsetzten, bekamen diese zur Unterscheidung von den konventionellen Ausführungen mit Reserverad, Gepäckträger oder beidem am Heck den Namenszusatz „Touring“ vorangestellt. Hier lag das Reserverad oft in einem Fach unter dem eigentlichen Kofferraum. Der Namenszusatz findet sich bei vielen Herstellern wie Cadillac, Chrysler, Packard oder bei Karossiers wie Dietrich oder Hooper. Er wurde analog auch bei entsprechend gebauten Coupés, Sedan, Limousinen und Cabriolets angewendet. Packard verwendete ihn noch 1956 für seine Viertürer, als es längst keine Modelle mehr ohne Kofferraum gab. Für amerikanische Ford war „Touring Sedan“ für kurze Zeit Anfang der 1990er-Jahre die Bezeichnung für die beste Ausstattungslinie.
Im Spanischen und Portugiesischen heißen diese Autos Sedan, beeinflusst vom amerikanischen Sprachgebrauch.
Eine Sonderform der Limousine sind Fahrzeuge mit festem Dach, aber ohne durchgehenden Mittelpfosten, d. h., die B-Säule hält nur die hintere Tür und trägt nicht zur Versteifung der Karosserie bei; wenn die hintere Tür hinten angeschlagen ist, kann sie ganz entfallen. Solche Fahrzeuge werden Faux Cabriolets oder im englischen Sprachgebrauch Two Door Hardtop respektive Four Door Hardtop genannt.